# Ernest Monis
Ernest Monis (ur. 23 maja 1846 w Châteauneuf-sur-Charente, zm. 25 maja 1929 w Mondouzil) – francuski polityk czasów III Republiki, premier Francji.
Ernest Monis w parlamencie reprezentował departament Żyronda. Cztery lat później z tego samego departamentu objął funkcję senatora. W latach 1899–1902 pełnił urząd ministra oświaty w rządzie Pierre’a-Marie-René Waldecka-Rousseau.
2 marca 1911 roku Ernest Monis objął stanowisko premiera Francji. 27 czerwca tego samego roku został zastąpiony na tym stanowisku przez Josepha Caillauxa. W latach 1913–1914 Ernest Monis pełnił funkcję ministra floty w rządzie Gastona Doumergue.